# Yunfu
Yunfu, även romaniserat Wanfow, är en stad på prefekturnivå i provinsen Guangdong i Folkrepubliken Kina. Den ligger omkring 150 kilometer västerom provinshuvudstaden Guangzhou.

## Administrativ indelning
Yunfu består av två stadsdistrikt, en stad på häradsnivå och två härad:
| Yunfu                                 | Yunfu     | Yunfu        | Yunfu              | Yunfu             | Yunfu     | Yunfu                         |
| ------------------------------------- | --------- | ------------ | ------------------ | ----------------- | --------- | ----------------------------- |
| Yuncheng Yun'an Xinxing Yunan Luoding |           |              |                    |                   |           |                               |
| Namn                                  | Kinesiska | Pinyin       | Typ                | Befolkning (2020) | Yta (km²) | Befolknings- täthet (inv/km²) |
| Yuncheng                              | 云城区    | Yúnchéng qū  | Stadsdistrikt      | 408 537           | 762       | 536                           |
| Yun'an                                | 云安区    | Yún'ān qū    | Stadsdistrikt      | 235 390           | 1 231     | 191                           |
| Xinxing                               | 新兴县    | Xīnxīng xiàn | Härad              | 430 831           | 1 520     | 283                           |
| Yunan                                 | 郁南县    | Yùnán xiàn   | Härad              | 371 661           | 1 966     | 189                           |
| Luoding                               | 罗定市    | Luódìng shì  | Stad på häradsnivå | 936 931           | 2 300     | 407                           |

## Klimat
Genomsnittlig årsnederbörd är 2 200 millimeter. Den regnigaste månaden är april, med i genomsnitt 347 mm nederbörd, och den torraste är januari, med 30 mm nederbörd.>